# Skovby Herred
Skovby Herred var et herred i Odense Amt. Herredet hørte indtil 1662 til Rugård Len, og derefter Rugård Amt indtil det ved reformen af 1793 blev en del af Odense Amt.
I herredet ligger købstaden Bogense og følgende sogne:
- Bogense Sogn
- Ejlby Sogn
- Guldbjerg Sogn
- Hårslev Sogn
- Melby Sogn
- Nørre Sandager Sogn
- Ore Sogn
- Skovby Sogn
- Særslev Sogn
- Søndersø Sogn
- Veflinge Sogn
- Vigerslev Sogn